# Louredo (Cortegada)
Louredo (llamada oficialmente San Xoán de Louredo) es una parroquia y un lugar del municipio español de Cortegada, en la provincia de Orense, Galicia.

## Toponimia
La parroquia también es conocida por el nombre de San Juan de Louredo.

## Geografía
Louredo se encuentra al norte de Cortegada, entre Rabiño, Remuiño y Zaparín. Está situado a 500 metros de altura, con temperaturas suaves todo el año. La parroquia está surcada por arroyos que desembocan en el río Arnoya y el río Miño, provenientes del deshielo y de un río subterráneo formado en el pleistoceno inferior. Los restos del mismo se encuentran en las diaclasas graníticas del suroccidental barrio dos Veciños, así como en la zona arcillosa de A Tella, donde se han encontrado cuerpos momificados. En sus granitos de diversas durezas podemos encontrar el afamado "ojo de sapo". Este era empleado en la elaboración de talismanes contra las luces blasfemas que se veían en los bosques.
La parroquia limita al norte con Remuiño (municipio de Arnoya); al noroeste, con el monte comunal de Meréns (municipio de Cortegada); al suroeste, con San Benito do Rabiño y al sur, con los montes comunales de Zaparín, Soutelo y Refoxos.

## Historia
Durante años se pensó que en el lugar hubo un monasterio medieval. Esto se debió a un error del abad Fray Benito de la Cueva. Este consideraba —en el siglo XVII— que una antigua capilla dedicada a San Vicente era lo que quedaba de un monasterio homónimo. Dicho monasterio realmente se encontraba en el monte Louredo (Toén, Orense)
El lugar pasó al linaje de los Puga, aunque se desconocen los motivos y las fechas. En 1414 se creó el vínculo en Louredo de Pedro Vázquez de Puga y doña Guiomar Lorenzo de Tems. En enero de 1430, Pedro Vázquez de Puga se titulaba como señor de la torre de Louredo. No obstante, es posible que pudiera hacer referencia a su casa solariega de Puga, en Toén.
Se supone que durante la segunda revolución irmandiña (1466-1469) la torre de Louredo fue parcialmente derruida. Con la llegada de los Reyes Católicos se alcanzó una relativa prosperidad debido al fin de las contiendas entre nobles. Esta pax se debió a la doma y castración del Reino de Galicia donde muchos castillos y torres fueron despuntadas por mandato real, con el fin de privar a Galicia de su élite dirigente.
En el siglo XVI la zona sufrió los embates de la peste y malas cosechas, debidas a las continuas lluvias y las levas para las guerras en Italia. Para impedirlas alzaron la capilla de Louredo. Esta es de pobre factura, ya que la mayoría del cultivo era forraje para el ganado a causa de los privilegios sobre los cultivos de viñedos del monasterio de San Salvador de Celanova.
En 1630 muere D. Pedro Álvarez de Puga, noble local ligado a la Inquisición, patrón y señor feudal de Louredo, Poulo y Meréns. De Louredo sacaba con las rentas a sus campesinos 50 ferrados de centeno al año, construyó el pazo de Louredo. De esa misma época es el crucero que está en el barrio de La Torre, aunque antes estuvo en el de Cazapedro. Al morir en 1630 donó un cáliz de plata para la vieja capilla. Este noble está enterrado en Santo Domingo de Ribadavia.
Durante el siglo XVII sufrió la despoblación debida a las continuas levas de hombres para las guerras de Flandes, Cataluña y la guerra de independencia de Portugal (1640-1668), dividiéndose la frontera entre las plazas fuertes de Tuy y Monterrey, a la que sirvió Louredo. Las levas de hombres fueron continuas e impopulares, sufriendo razias ambas partes de la raya. Aunque Galicia fue un escenario secundario de la guerra, se produjeron revueltas contra las levas. También la Junta del Reino de Galicia escribió al rey: «Queda el reino casi despoblado y no hay gente que acuda a la labranza con lo que se pierde el reino y quedan las tierras baldías». También se contribuyó con intendencia de las tropas, a pesar de las quejas y oposición a subsidios y rebaja del cupo de soldados.
El 5 de noviembre de 1752 pasó todo el ayuntamiento a pertenecer a la jurisdicción de Milmanda (Celanova), plaza fortificada de la raya, cuyo prefecto era el Marqués de Malpica, señor también de Quintela de Leirado. 
En 1853 se produce una hambruna en toda Galicia que afecta poderosamente a esta zona, dejando cuasi deshabitadas muchas aldeas del contorno. Entre las causas de la hambruna de 1853-55 estaban la falta de cosechas, los foros y los impuestos.
Durante la etapa de la Restauración todo el municipio de la actual Cortegada perteneció a los partidos judiciales de Bande y Celanova. Asimismo, fue como circunscripción enfeudada del partido conservador, por parte de la familia política de los Bugallal. Estos controlaron políticamente grandes partes de las provincias de Pontevedra y Orense así como de la comarca de Chantada).
A principios del siglo XX Louredo vive también las tensiones del ambiente prebélico de 1936, pero a pesar de todo se construyó un campo de fútbol  en el Monte de Chanduzal. Ya por entonces el pueblo contaba con un colegio donado por un indiano perteneciente a las escuelas pías.
Se tiene constancia de que en los comienzos de la guerra el vecino Manuel Estévez Telle fue obligado a trabajar en las obras de restauración del monasterio de Oseira por el sistema de redención de penas por el trabajo Ello se debió a que era preso político, por haber sido secretario de la asociación de oficios varios de Benito del Rabiño. También se tiene constancia de otra víctima que apareció muerta en el río Miño en Filgueira.
En la década de los 50 se arreglaron y crearon varias fuentes públicas (las de El Pazo y Outeiriño). También hubo hasta tres tiendas de comercio variado —de las cuales sobrevivió una hasta mediados de los 90—. Tuvieron su máximo esplendor en los 60, mientras se mantuvo una economía de subsistencia. Asimismo, durante esta década comenzó la emigración a Europa. Otra fuente de ingresos era el comercio basado en el contrabando mediante la raya de Portugal, a través del puesto fronterizo de Pontebarxas. Igualmente, dentro del ambiente de desarrollismo de los años 60, se realiza la conexión de Louredo con la carretera La Cañiza-Ginzo de Limia a la que antes se accedía a través de caminos carreteros. (También llega la electricidad y, con ella, un molino eléctrico que un vecino instaló con dinero de la harina.[cita requerida]

## Organización territorial
La parroquia está formada por una entidad de población:
- Louredo

## Demografía
Gráfica demográfica del lugar y parroquia de Louredo según el INE español:
| Gráfica de evolución demográfica de Louredo entre 2000 y 2022 |
|                                                               |
| Datos según el nomenclátor publicado por el INE.              |